# (12165) Ringleb
(12165) Ringleb est un astéroïde de la ceinture principale.

## Description
(12165) Ringleb est un astéroïde de la ceinture principale. Il fut découvert le 30 septembre 1973 à l'observatoire Palomar par Cornelis Johannes van Houten, Ingrid van Houten-Groeneveld et Tom Gehrels. Il présente une orbite caractérisée par un demi-grand axe de 2,99 UA, une excentricité de 0,02 et une inclinaison de 9,8° par rapport à l'écliptique.

## Compléments